# First Peoples Mountain
Der First Peoples Mountain, bis 9. Juni 2022 Mount Doane genannt, ist ein 3249 m hoher Berggipfel im südöstlichen Teil des Yellowstone-Nationalparks im US-Bundesstaat Wyoming. Er befindet sich wenige Kilometer nordwestlich des höchsten Berges im Park, dem Eagle Peak, und ist Teil der Absaroka-Bergkette in den Rocky Mountains.
Benannt wurde er ursprünglich nach Gustavus Cheyney Doane, einem Teilnehmer der Washburn-Langford-Doane-Expedition zum Yellowstone-Gebiet im Jahr 1870. Eigentlich hieß der heutige Mount Schurz wenige Kilometer südlich Mount Doane, während der Hayden-Expedition von 1871 verlegte Ferdinand Vandeveer Hayden jedoch aus unbekannten Gründen die Namen von Mount Doane und Mount Langford auf Gipfel weiter nördlich. Der ursprüngliche Mount Doane wurde später in Mount Schurz umbenannt.
Am 10. Juni 2022 gab die Verwaltung des Yellowstone-Nationalparks bekannt, dass der Mount Doane nun den Namen First Peoples Mountain trägt. Dies erfolgte nach einem 15:0-Votum des United States Board on Geographic Names (BGN), das für die einheitliche Verwendung geografischer Namen zuständig ist.